# Dýha

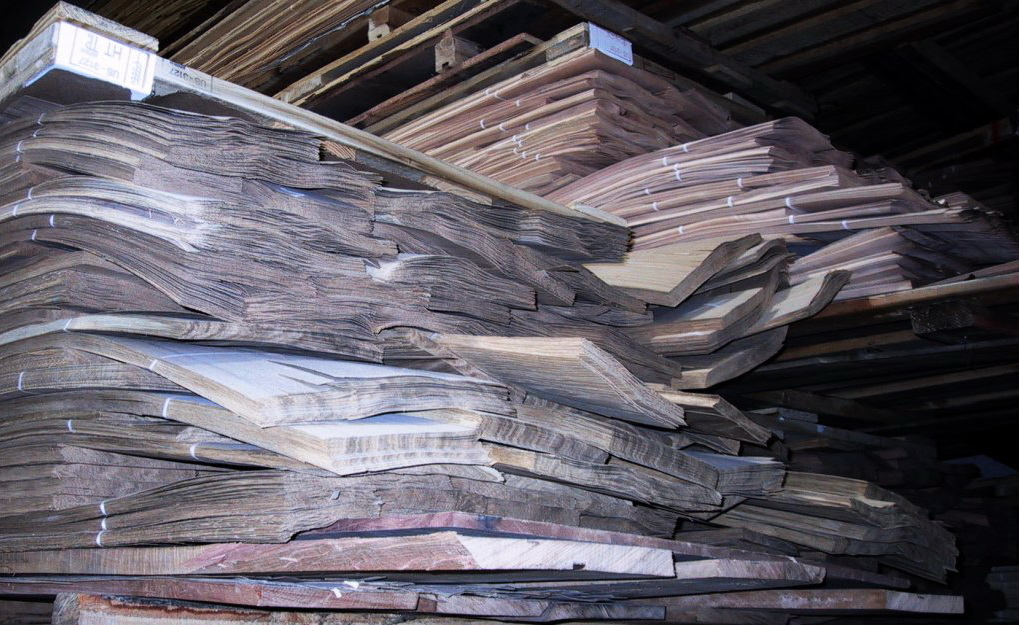
Skladovaná dýha před dalším použitím

Dýha je tenký list nebo pás dřeva o tloušťkách 0,3 mm – 6 mm. Používá se k výrobě povrchů nábytku a k výrobě překližky. Dýha, která netvoří povrch, se nazývá poddyžka.

## Výroba

### Řezání
Řezání dýh je nejstarší způsob zpracování. Dřevo se řeže rámovou nebo pásovou pilou. Vznikají tak kvalitní dýhy v tloušťkách 2–4 mm. Tímto způsobem lze vyrábět dýhy i z velmi tvrdého dřeva, nebo ze dřeva s jinými vlastnostmi, nevhodnými pro loupání či krájení. Nevýhodou této metody je až 50% odpad ve formě pilin.

### Loupání
Na speciální loupací stroj je upnut špalek, který se předem zahřeje a zvlhčí horkou párou. Ve stroji se špalek otáčí proti posouvajícímu se noži. Nůž se posunuje ke středu posuvnou rychlostí odpovídající tloušťce dýhy. Tím vzniká dlouhý pás, který se pak stříhá na rozměry překližky. Výřez může být upnut centricky, nebo excentricky. Excentricky upnuté výřezy vyrábějí listy se zajímavou a pěknou texturou.

### Krájení
Dýha se vyrábí okrajováním jednotlivých listů z hranolů, podvalů nebo jinak nařezaných dílců. Pro výrobu se používají vodorovné, nebo svislé krájecí stroje. Takto se vyrábějí okrasné svrchní dýhy. Vznikají jednotlivé listy, na kterých se opakuje kresba. Okrajovaný dílec musí být při krájení hydrotermicky upraven čili napařen nebo uvařen. Hydrotermická úprava má za následek změnu barevného odstínu dřeva. Jestliže nechceme měnit barvu dřeva, vyrábíme dýhu řezanou. Po usušení se dýhy kontrolují, ukládají do svazku po 16–32 listech, čela a boky se zastřihnou, svážou a expedují. Před dýhováním se skládají do sesazenek. Používá se pro plášťování a zlepšování vzhledu konstrukčních desek (spárovka, laťovka, MDF, dřevotřísková deska (DTD) a jiné)
Směr řezu nebo krájení dává dýze základní vzhled. Pokud je řez veden podélně, (stejně jako když se řežou prkna) vznikne dýha s květovanou strukturou – fládrem. Pokud je řez veden šikmo po čtvrtině kmene, vznikne dýha s přímým vláknem.

### Speciální dýhy
- Arodýhy: Vyrábějí se tak, že se svazek slepí do bloku a znovu se nakrájí kolmo k ploše.
- Mikrodýhy: Jsou dýhy vyrobené na speciálním zařízení, které vyžaduje pod vyrobenou dýhu vložit fólii, nebo papír. Vyrábí se v tloušťce 0,15–0,4 mm (mikrodýhy nejsou samonosné proto potřebují nosnou vrstvu).

### Výroba sesazenek
Sesazenky se vyrábějí vždy ze sudého počtu listů dýhy a spojují se několika způsoby:
- pomocí papírové pásky
- pomocí tavného vlákna
- slepením na tupo
- sešíváním